# 미디버스

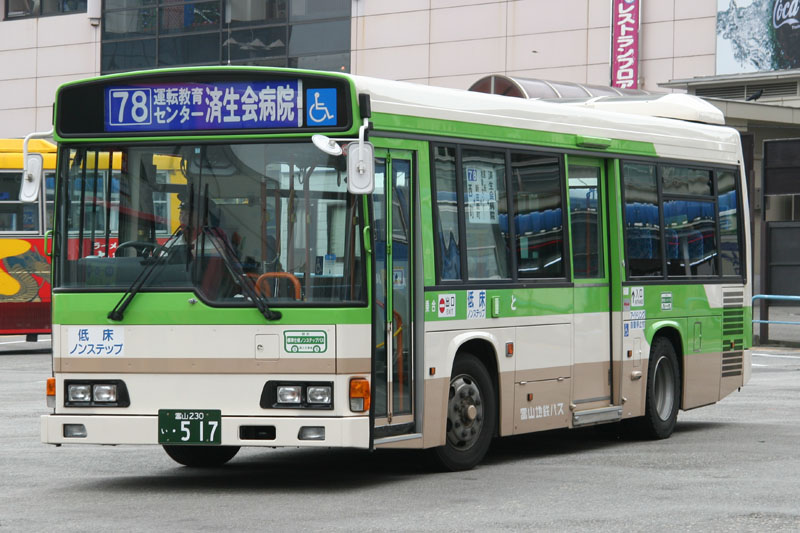
히노 레인보우의 실제 차종. 이 모델이 기아 코스모스의 원형을 만든 모델이기도 하다.

미디버스(Midibus)는 중형 버스를 가리키며 미니버스보다 크고, 일반 대형 버스보다 작다. 차량으로는 현대 에어로타운, 현대 그린시티, 기아 코스모스, 자일대우 BS090 뉴 로얄미디, 미쓰비시후소 에어로 미디, 히노 레인보우 등이 있다. 보통은 마을버스를 위주로 사용되고 있으나, 일부 농어촌 지역과 같이 비포장도로에 주행하기가 쉽게 할 수 있는 농어촌버스나 산간 벽지용 노선 버스로도 많이 이용되고 있지만 최근에는 인구가 감소되어 있는 주요 도시의 구도심 지역의 시내버스까지도 미디버스를 주요 모델로 쓰게 되면서 CNG 버스의 혜택을 누릴 필요가 있으면서도 적자 보전을 강화하기 위한 차종으로는 미디버스만큼은 매우 적합하다는 견해가 있다.

## 같이 보기
- 버스
- 미니버스